# Carema
Carema (Carema in piemontese, Caréma in arpitano sopradialettale, Caèima in patois valdostano orientale, Carême in francese, Kwarusunh in Töitschu) è un comune italiano di 717 abitanti della città metropolitana di Torino in Piemonte, al confine con la Valle d'Aosta.

## Origini del nome
Da Carema, epoca romana, passava la via delle Gallie, strada romana consolare fatta costruire da Augusto per collegare la Pianura Padana con la Gallia. Il toponimo Carema deriverebbe infatti dall'espressione latina ad quadragesimum lapidem ab Augusta Praetoria (it. "a quaranta miglia da Aosta"), denotando un'origine del paese posteriore alla fondazione di Aosta da parte dei romani. Tale ipotesi è riscontrabile anche nel toponimo in francese Carême, che è lo stesso termine in uso per indicare la Quaresima, e che si riferisce quindi al numero 40.
Un'altra ipotesi è che l'origine del nome sia Caremam, cioè "dogana".

## Storia

### Il centro storico
Nella conca morenica, segnata da una imponente serie di terrazzamenti strappati alla montagna e coltivati a vite, si erge il vecchio borgo di origine medievale, con le sue viuzze, le case in pietra addossate tra loro. I pergolati sorretti, per ampia parte, dalle tipiche colonne di pietra e mattoni, imbiancate con la calce, denominate in lingua piemontese Pilun, costituiscono l'aspetto più caratteristico del paesaggio. Vi si produce un vino di grande sostanza e tradizione denominato appunto Carema.

### Proposta di aggregazione alla Valle d'Aosta
Il 18 e 19 marzo 2007 nel Comune si era tenuto un referendum a norma dell'articolo 132, comma II della Costituzione, che proponeva il distacco del Comune dalla regione Piemonte per aggregarlo alla regione Valle d'Aosta. Il 76,18% dei votanti hanno approvato la proposta, che però, udito il parere dei due Consigli regionali interessati, non ha portato al cambiamento dei confini regionali.
A favore di chi sosteneva la tesi dell'unificazione alla Valle d'Aosta c'è la circostanza che un tempo Carema era una dipendenza del Ducato di Aosta, tant'è che lo storico valdostano Jean-Baptiste de Tillier inserisce i Carstrusson, o Castruchon, antichi signori di Carema (o Caresme o Caremme, in lingua francese antica per Jean-Baptiste de Tillier) tra le famiglie nobili valdostane nella sua opera Nobiliaire du Duché d'Aoste, adducendo come ragione di ciò proprio questa circostanza.

### Simboli
Lo stemma del comune di Carema è stato concesso con regio decreto del 7 settembre 1933.

## Monumenti e luoghi d'interesse
Lungo le viuzze e sulle minuscole piazze si trovano diverse fontane in pietra. La più caratteristica è quella di via Basilia, fatta costruire dai conti Challant-Madruzzo in omaggio ai Duchi di Savoia nel 1571: la stele in granito posta in punta alla vasca è ornata con stemmi araldici dei Savoia e dei Re di Francia.
Tra le vestigia di sapore altomedievale va ricordata, all'angolo con via Bottero, la Grand Maison, o Gran Masun, una "casaforte" che doveva avere in origine funzioni difensive. Sulle sue robuste pareti in pietra si aprono piccole finestre con inferriate, incorniciate da rustici architravi e piedritti; si notano sulla facciata resti di stemmi araldici.
Con funzione difensiva anche la Torre degli Ugoni.
Segna da lontano il profilo del paesaggio la torre campanaria, alta 60 metri, costruita tra il 1760 ed il 1769.
Agli estremi della conca che fa da sfondo al paese sono poste, quasi in funzione di sentinelle, due edifici votivi cari alla devozione popolare: sulla sinistra la piccola cappella di Siei, e sulla destra, sopra uno spuntone di roccia, la seicentesca cappella di San Rocco.
Sopra uno sperone roccioso in frazione Airale si abbarbicano ancora i ruderi del Castello di Castruzzone, castello che nel 1357 Amedeo VI ricevette come feudo perpetuo dal Vescovo di Ivrea, insieme a Carema.

## Società

### Evoluzione demografica
Abitanti censiti

### Etnie e minoranze straniere
Secondo i dati Istat al 31 dicembre 2017, i cittadini stranieri residenti a Carema sono 44, così suddivisi per nazionalità, elencando per le presenze più significative:
1. Romania, 33

## Amministrazione
Di seguito è presentata una tabella relativa alle amministrazioni che si sono succedute in questo comune.
| Periodo        | Periodo        | Primo cittadino     | Partito                         | Carica  | Note   |
| -------------- | -------------- | ------------------- | ------------------------------- | ------- | ------ |
| 20 giugno 1985 | 25 maggio 1990 | Gabriele Mazza      | -                               | Sindaco | [ 14 ] |
| 25 maggio 1990 | 29 maggio 1991 | Gabriele Mazza      | -                               | Sindaco | [ 14 ] |
| 29 maggio 1991 | 24 aprile 1995 | Viviano Gassino     | Democrazia Cristiana            | Sindaco | [ 14 ] |
| 5 maggio 1995  | 14 giugno 1999 | Ferruccio Parisio   | -                               | Sindaco | [ 14 ] |
| 14 giugno 1999 | 14 giugno 2004 | Eliseo Arvat        | lista civica                    | Sindaco | [ 14 ] |
| 14 giugno 2004 | 8 giugno 2009  | Giovanni Aldighieri | lista civica                    | Sindaco | [ 14 ] |
| 8 giugno 2009  | 26 maggio 2014 | Giovanni Aldighieri | lista civica                    | Sindaco | [ 14 ] |
| 26 maggio 2014 | 27 maggio 2019 | Giovanni Aldighieri | lista civica Insieme per Carema | Sindaco | [ 14 ] |
| 27 maggio 2019 | 10 giugno 2024 | Flavio Vairos       | lista civica Insieme per Carema | Sindaco | [ 14 ] |
| 10 giugno 2024 | In carica      | Fabio Peretto       | lista civica Carema Vive        | Sindaco | [ 14 ] |

## Economia

### Prodotti tipici

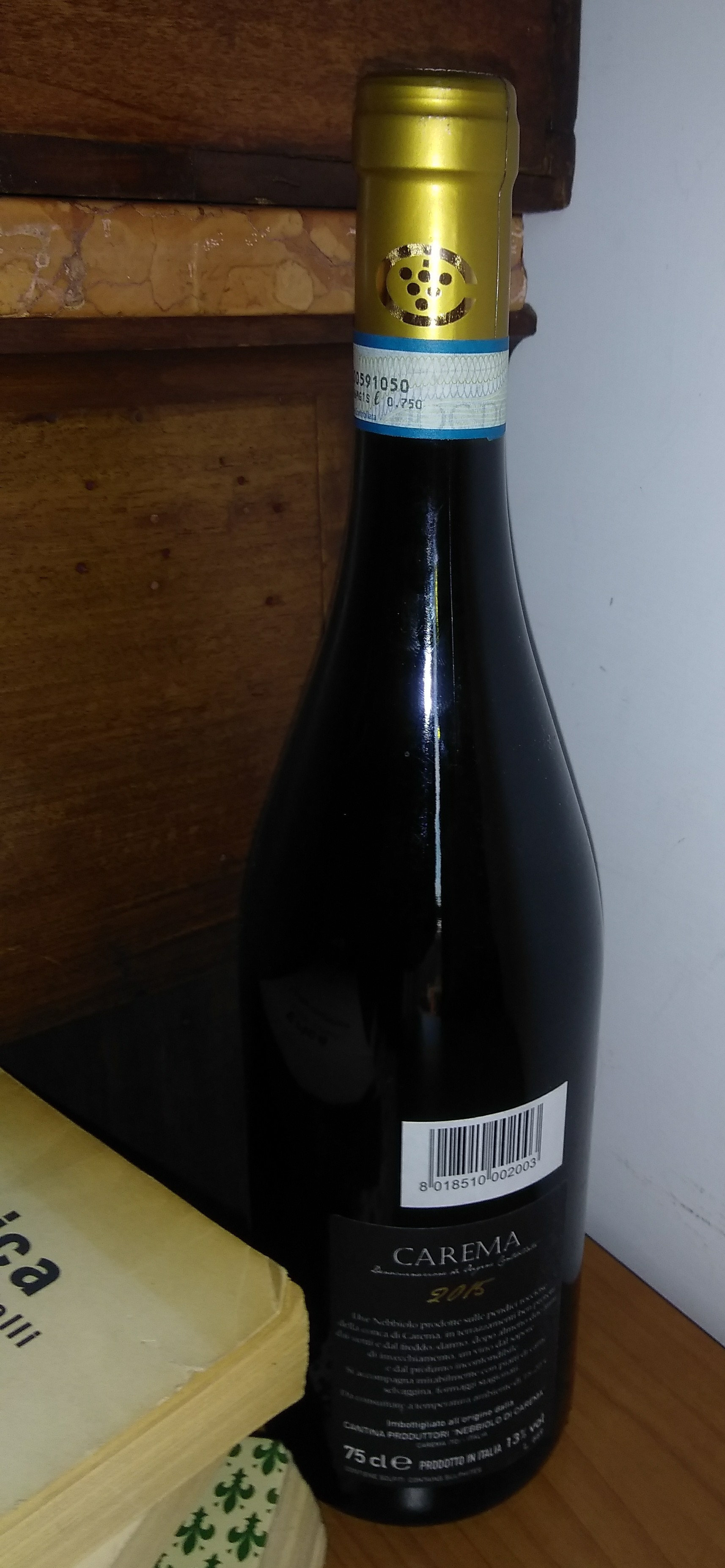
Carema DOC 2015

In comune di Carema si produce l'omonimo vino DOC, a partire da uve del vitigno nebbiolo.